# ريان هاريس (لاعب كرة قدم أمريكية)
ريان هاريس (بالإنجليزية: Ryan Harris)‏ هو لاعب كرة قدم أمريكية أمريكي، ولد في 11 مارس 1985 في منيابولس في الولايات المتحدة.

## وصلات خارجية
- ريان هاريس على موقع مرجع كرة القدم المحترفة.كوم (الإنجليزية)